# Orthyma clarum
Orthyma clarum är en mångfotingart som beskrevs av Chamberlin 1943. Orthyma clarum ingår i släktet Orthyma och familjen fingerdubbelfotingar. Inga underarter finns listade i Catalogue of Life.